# Перо Касаповић
Перо Касаповић (Горњи Рибник, код Кључа, 7. април 1914 — Београд, 7. јун 1995) био је учесник Народноослободилачке борбе, генерал-мајор ЈНА и народни херој Југославије.

## Биографија
Рођен је 7. априла 1914. године у селу Горњем Рибнику, код Кључа. Потицао је из земљорадничке породице. Након завршетка основне школе живео је у свом селу и до почетка Другог светског рата у Југославији, 1941. године се бавио земљорадњом.
Од почетка устанка у његовом крају, јула 1941. године, прикључио се устаницима и постао борац Рибничког одреда. Већ у првим борбама се истакао храброшћу, а посебно се истакао у борби с усташама августа 1941. године. Усташе су кренуле у напад на Рибник, са намером да униште устанике, попале село и побију становнике. Перо се тада, у договору са командантом Рибничког одреда, с групом бораца пребацио у позадину усташа и у моменту њиховог напада на устанике, отпочео напад на њих. Од убијених усташа, узели су бомбе и муницију, али и обукли њихове униформе, што им је омогућило да се приближе усташкој сантији, која је у резерви и са ближег почну убијање усташа. За то време, устаници су успели да одбију усташки напад и почели да их гоне. Заједно са усташама, које су се повлачиле, повлачила се и Касаповићева група, непрестано убијајући усташе. Резултат овог неуспелог усташког напада био је 90 мртвих и 130 рањених усташа, а устаници су успели да заробе велику количину наоружања од око 100 пушака, доста муниције и бомби, као и друге ратне опреме. Перов подвиг се брзо прочуо целим рибничким крајем, а он је постао један од најистакнутијих бораца. Од новембра 1941. године се налазио на дужности командира чете у Рибничком партизанском одреду.
Због свог угледа међу борцима, као и популарности међу народом, знатно је допринео консолидацији Народноослободилачког покрета (НОП), након италијанско—четничке акције крајем 1941. и почетком 1942. године. Активно је радио на учвршћивању партизанских јединица и популисању Народноослободилачког покрета у народу. Од маја 1942. године налазио се на дужности заменика команданта Рибничког партизанског батаљона, а у новембру 1942. био је примљен у чланство Комунистичке партије Југославије (КПЈ). Априла 1943. године био је постављен за командант батаљона у Рибничком партизанском одреду, а априла 1944. године за команданта Тринаесте крајишке ударне бригаде. Као командант батаљона и касније бригаде, истицао се храброшћу и војном вештином. У кртичним тренуцима борбе, зано је да се нађе на одлучујућем месту и да личним примером понесе борце и улије им наду у победу.
Посебно се истакао у Првој бањалучкој операцији, током које је од 31. децембра 1943. до 3. јануара 1944. године, Пети крајишки корпус успео да продре у Бањалуку. У то време Перо се налазио на челу Другог батаљона Тринаесте крајишке бригаде, који је у току ноћног напада успео да уђе у град, али је био задржан јаком немачком ватром из зграде Соколског дома и околних бункера. Пошто су сви напади батаљона били одбијени, Перо је дошао у прву борбену линију и приметио ров којим су немачки војници долазили и одлазили из зграде Соколане. Заједно са седморицом бораца, Перо се убацио у ров и неопажено дошао до дворишта Соколане. Иако се нашао у тешкој ситуацији, Перо је позвао посаду на предају, након чега су се изненађена 73 непријатељска војника предала. На овај начин било је савладано снажно непријатељско упориште, али одмах потом ка Соколани су у противнапад кренули немачки тенкови. Заједно са својим борцима, Перо је са прозора зграде засуо тенкове бомбама и пушкомитраљеском ватром. Пошто су куполе тенкова биле отворене, успели су да онемогуће три тенка.
Након онемогућивања тенкова, Перо је скочио на један тенк и пиштољем ликвидирао посаду, док је на други тенк скочио Никола Бокан, командант Трећег батаљона У Тринаестој крајишкој бригади. Након борбе с тенковима, немачки авиони у почели бомбардују и митраљирају партизанске положаје. Касаповић је тада од заробљених Немаца сазнао је непријатељске сигнале по којима је авијација требало да дејствује и серијом црвених ракета означио објекте и положаје на којима није било партизана. Овај вешти маневар, омогућио је четама Тринесете крајишке бригаде да се повуче. И у каснијим борбама за ослобођење земље, Касаповић се истицао као храбар борац и вешт командант.
После ослобођења Југославије, Перо Касаповић је наставио војну службу у Југословенској народној армији. Завршио је Вишу војну академију и био на дужности команданта бригаде и пука, начелника штаба дивизије и команданта војног округа. Године 1965. је у чину генерал-мајора био пензионисан.
Носилац је Партизанске споменице 1941. и других југословенских одликовања, међу којима су — Орден партизанске звезде другог реда, Орден заслуга за народ другог реда, Орден братства и јединства другог реда, Орден за храброст и др. Орденом народног хероја одликован је 24. јула 1952. године.